# Сабанин, Алексей Николаевич
Алексе́й Никола́евич Саба́нин (1847—1920) — агроном

, заслуженный профессор, основатель кафедры почвоведения Московского университета.

## Биография
Родился 25 июля (6 августа) 1847 года в селе Дмитриево Сызранского уезда Симбирской губернии в дворянской семье чиновника.
В 1864 году окончил Симбирскую гимназию и в 1865 году поступил на физико-математический факультет Казанского университета, но в октябре 1866 года был исключён за неуплату обучения.
Переехал в Москву и поступил в Петровскую земледельческую и лесную академию, но в августе 1868 года перешёл на естественное отделение физико-математического факультета Московского университета, которое закончил со степенью кандидата в 1872 году.
В ноябре 1872 года стал внештатным помощником лаборанта при только что созданной университетской агрономической лаборатории (с декабря 1897 года заведовал лабораторией); работал под руководством Н. Е. Лясковского. С апреля 1890 года Сабанин в качестве приват-доцента начал чтение лекций по агрономии и зоотехнии.
В 1895 году при Императорском московском обществе сельского хозяйства учреждена почвенно-климатологическая комиссия, председателем которой был избран А. Н. Сабанин, а при разделении этой комиссии на почвенную и климатологическую он состоял председателем первой.
В ноябре 1901 года после защиты диссертации «О кремнезёме в зерне проса (Pannicum miliaceum)» он получил степень магистра агрономии. С июля 1902 года исполнял должность экстраординарного профессора. В 1903—1905 Сабанин (совместно с профессором технологии Н. Н. Любавиным) добился постройки специального двухэтажного здания для лабораторий технической химии и агрохимии, в котором им был открыт (1906) Агрономический институт Московского университета, а также почвенный музей (в настоящее время здание занимает факультет психологии МГУ).
В 1916—1920 годах исполнял должность ординарного профессора кафедры агрономии физико-математического факультета Московского университета. Заслуженный профессор Московского университета с 1915 года.

## Научная деятельность
Основные научные исследования Сабанина посвящены проблемам агрохимии и почвоведения. Изучал (совместно с Н. Е. Лясковским) влияние света на образование аспарагина в проростках тыквенных семян, ход дыхания у созревающих плодов мака и рапса; разработал метод обнаружения малых количеств лимонной кислоты. Работал над теоретическими основами анализа почв, изучал химические свойства почв России (с 1882), а также химический состав семян и сельскохозяйственных культур. Занимался (в 1900-х) изучением состава почвенных растворов, изучением поглотительной способности почв и роли перегнойных веществ в почвообразовании.